# Hermes de Grecia
San Hermes, (Grecia, - Roma, ca. 120) es un santo y mártir de la Iglesia católica y de la Iglesia ortodoxa. Su nombre aparece en el Martyrologium Hieronymianum así como las entradas de la Martyrum Depositio (354). Hay una gran basílica en su nombre que fue construida por el año 600 a cargo del Papa Pelagio I Se restauró por el Papa Adriano I. La catacumba en Vía Salaria lleva su nombre.
En el Rito romano, su fiesta es el 28 de agosto. En esa fecha, aparece en el Martirologio Romano, la lista oficial, pero incompleto declaradamente de los santos reconocidos por la Iglesia católica. La entrada es el siguiente: "En el Cementerio de Basilia en la Vía Salaria Antigua, San Hermes, mártir, a quien, según ha informado el Papa Dámaso I, Grecia envió, pero Roma mantuvo como ciudadano cuando murió por el santo nombre".
Su existencia está atestiguada por su culto temprano. Sin embargo, sus Hechos, incluidos en los textos del papa San Alejandro I, son de carácter legendario. En ellos se afirma que Hermes fue un mártir junto a compañeros en Roma, que fueron asesinados por orden de un juez llamado Aureliano. Hermes era un rico liberto.

## Veneración

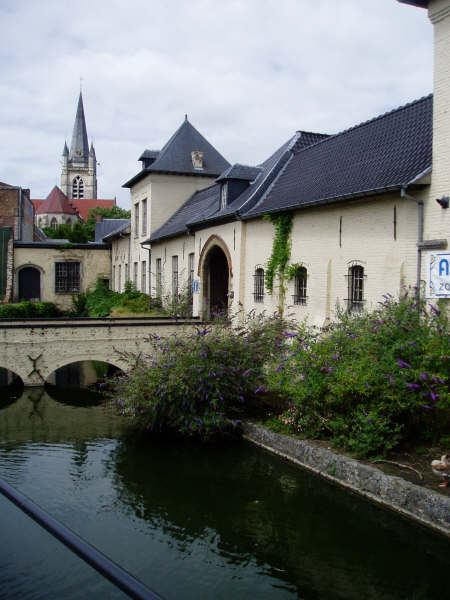
Iglesia de San Hermes (Sint-Hirmes) en Ronse, Bélgica

Algunas de sus reliquias fueron donadas a Spoleto por San Gregorio Magno. Otras fueron para Lotario I por cortesía del Papa León IV; Lotario las llevó primero a Cornelismünster, cerca de Aquisgrán. Las reliquias más tarde llegaron a Ronse en el siglo IX. Durante esos tiempos, los ataques vikingos obligaron a los monjes a huir de la ciudad más de una vez, y el monasterio fue quemado por los normandos en 880. Las reliquias fueron recuperadas en 940 y se ubicaron en una cripta románica en 1083. La iglesia de San Hermes, que fue construida más adelante en la parte superior de la cripta, fue consagrada en 1129. Una peregrinación en honor del santo, que para entonces se conoce para curar enfermedades mentales, sostenido a la economía local.
En los siglos pasados, Fuego de San Telmo fue llamado a veces "San Hermes' Fire".
A pesar de que se reconoce como un santo de la Iglesia católica, la celebración de San Hermes se retiró del calendario en 1969 debido a la escasez de información sobre él.